# Seligmannit
Seligmannit – minerał klasy siarczków.

## Właściwości
Krystalizuje w układzie rombowym. Występuje w formie kryształów krótko-pryzmatycznych lub tabularnych. Często występuje w formie bliźniaków. Jest minerałem kruchym i nieprzezroczystym. Czarny lub szary w odcieniach. Posiada metaliczny połysk i czarną rysę. Częstymi zanieczyszczeniami w strukturze są srebro, cynk, żelazo i antymon. 

## Występowanie
Typową lokalizacją jest Szwajcaria. Towarzyszą mu galena, kwarc, piryt, sfaleryt, aurypigment, dolomit, wurcyt, chalkopiryt, realgar i hutchinsonit. Poza tym występuje także w:  
- Wiesloch, Niemcy
- Kalgoorlie, Australia
- Cerro de Pasco, Peru
- Toskania, Włochy[1]